# David Hykes
David Hykes (né le 2 mars 1953 - ) est un musicien américain. Il est chanteur, compositeur, auteur et professeur de méditation. Il est connu pour avoir popularisé le chant harmonique après avoir étudié les chants mongols et tibétains.

## Carrière
Il a fait des études artistiques à l'Antioch College de Yellow Springs (Ohio), puis à l'université Columbia à New york. Il a ensuite étudié la musique indienne avec Sheila Dhar, et pris refuge dans la tradition du bouddhisme tibétain avec Chokyi Nyima Rinpoché, qui lui donna le nom de Shenpen Yeshe. Il participa aussi aux enseignements des cercles de Gurdjieff à New York et Paris, avec Michel de Salzmann. Il a également reçu les enseignements de Dhuksey Rinpoché, du 14e dalaï-lama en 1989, et ceux des moines de Gyuto et Gyume.
Il a fondé l'Harmonic Choir dans les années 1970.
Le 6 et 7 aout 1982 il enregistre lors d'un concert Radio France à l'Abbaye du Thoronet dans le Var (France) la composition musicale " Hearing Solar Winds Part II ".

## Discographie
- Earth to the Unknow pPower, (1996).
- True to the Times (How to Be?), (1993)
- Let the Lover Be (1991) avec Djamchid Chemirani
- Windhorse Riders, (1989)
- Harmonic Meetings, (1986)
- Current Circulation, (1984)
- Hearing Solar Winds, (1983)